# Digo la cordillera
 Digo la cordillera  es una película de Argentina filmada en colores dirigida por Ciro Novelli sobre su propio guion que se estrenó el 25 de julio de 2019 y narra el viaje de dos famosos pintores hasta un lugar remoto de la Cordillera de Los Andes.

## Sinopsis
Dos artistas plásticos, uno argentino y el otro holandés, viajan en mula durante diez días por la ruta del Ejército de Los Andes y en ese paisaje incomparable de la Cordillera del Tigre crean enormes telas.

## Reparto
Intervinieron en el filme los siguientes intérpretes:
- Carlos Gómez Centurión
- Pat Andrea

## Críticas
Catalina Dlugi en el sitio elportaldecatalina.com opinó:

”este documental reúne cualidades realmente destacables. No solo muestra a dos grandes pintores en acción… sino que nos muestra la realización de un viaje con ecos épicos para realizar un sueño  nutrido del talento individual y la amistad conjunta. … Comparte esos días, técnicas  de pintura, materiales, charlas y como resultado una travesía creativa que da gusto ver. Una gran producción, imágenes fascinantes y dos protagonistas de excepción.”